# Стародубовщина
Стародубовщина — деревня в Руднянском районе Смоленской области России. Входит в состав Казимировского сельского поселения. По состоянию на 2007 год постоянного населения не имеет. 
Расположена в западной части области в 27км к югу от Рудни, в 7 км севернее автодороги М1 «Беларусь». В 9 км юго-восточнее деревни расположена железнодорожная станция О.п. 478-й км на линии Москва — Минск. 

## История
В годы Великой Отечественной войны деревня была оккупирована гитлеровскими войсками в июле 1941 года, освобождена в октябре 1943 года.